# Розпасіївська сільська рада
| Розпасіївська сільська рада — колишній орган місцевого самоврядування у Троїцькому районі Луганської області з адміністративним центром у с. Розпасіївка. Історична дата утворення: в 1917 році. Сільській раді підпорядковані населені пункти: - с. Розпасіївка - с. Федосіївка - с. Царівка |

## Склад ради
Рада складається з 14 депутатів та голови.

### Керівний склад ради
| ПІБ                        | Основні відомості                                                               | Дата обрання | Дата звільнення |
| -------------------------- | ------------------------------------------------------------------------------- | ------------ | --------------- |
| Вискуб Павло Єгорович      | Сільський голова, 1949 року народження, освіта, безпартійний                    | 26.03.2006   | 31.10.2010      |
| Семенюк Олександр Іванович | Сільський голова, 1970 року народження, освіта середня спеціальна, безпартійний | 31.10.2010   |                 |

Примітка: таблиця складена за даними джерела